# Vuelta a Mallorca
[Challenge] Vuelta [Ciclista] a Mallorca (katalanska: [Challenge] Volta a Mallorca) eller Challenge [Ciclista] Mallorca (även Challenge Illes Balears) är en samlingsbeteckning för fem (2012–2021 fyra) endagslopp i landsvägscykling som, sedan 1992, avhålls i första halvan av februari (eller i månadsskiftet januari/februari – loppen 2021 flyttades till maj på grund av coronapandemin) på Mallorca. Fram till och med 2009 utsågs även en totalvinnare bland dem som fullföljt alla loppen, men under 2009 förbjöd UCI detta förfaringssätt, då man menade att det inte var frågan om ett etapplopp (en deltagare som ej fullföljde ett av loppen fick ju ställa upp i de kvarvarande och stallen väljer fritt vilka deltagare som ställer upp i de olika loppen). De olika loppen ingår sedan UCI Europe Tour instiftades 2005 i denna och klassificeras samtliga som 1.1. De ingående loppen byter ideligen sträckning och namn (ibland även inbördes ordning).
Sedan 2024 arrangeras också en motsvarighet för damer, Challenge Ciclista Mallorca Femenina, bestående av tre lopp i januari.
Samtliga lopp arrangeras av Unisport Consulting.
Även tidigare, 1913, från 1932 till 1956 och från 1965 till 1980, har lopp benämnda Vuelta a Mallorca arrangerats. Ett damlopp, Vuelta Internacional a Mallorca, arrangerades också från 1991 till 2001.

## Herrar – podieplaceringar 1913–1980
| År   | Vinnare                 | Tvåa                          | Trea                |
| ---- | ----------------------- | ----------------------------- | ------------------- |
| 1913 | Antonio Llompart        | Bartolomé Roig                | Simon Febrer        |
| 1932 | José Nicolau            | Bartolomé Flaquer             | Jaime Puigserver    |
| 1934 | José Nicolau            | Vicente Bacheru               | Rafael Pou          |
| 1935 | Salvador Cardona        | Vicente Bacheru               | Mariano Cañardo     |
| 1939 | Tomás García            | Andrés Canals                 | Juan Bover          |
| 1940 | Juan Gimeno             | Andrés Canals                 | Bartolomé Flaquer   |
| 1941 | Delio Rodríguez         | José Campama                  | Julian Berrendero   |
| 1942 | João Lourenço           | Eduardo Lopez                 | Alberto Raposo      |
| 1946 | Bernardo Capó           | Jean Goldschmit               | Antonio Gelabert    |
| 1947 | Bernardo Capó           | Miguel Gual                   | Emilio Rodríguez    |
| 1946 | Bernardo Ruiz           | Bernardo Capó                 | Antonio Gelabert    |
| 1952 | Antonio Gelabert        | Bernardo Ruiz                 | Miguel Gual         |
| 1954 | Francisco Alomar        | Miguel Bouver                 | Federico Bahamontes |
| 1956 | Salvador Botella        | Bernardo Ruiz                 | Gabriel Company     |
| 1965 | Antonio Gómez del Moral | Jaime Alomar                  | Juan Sánchez Camero |
| 1966 | Juan Maria Uribezubia   | João Rocque Dos Santos        | Jaime Alomar        |
| 1967 | Valentin Uriona         | Jaime Alomar                  | Ramón Mendiburu     |
| 1968 | Vicente Lópex Carril    | Julio Jimënez                 | Willy Monty         |
| 1969 | Jan Janssen             | Juan Siloniz                  | Lino Farisato       |
| 1970 | José Antonio Pontón     | Manuel Galera                 | Rudi Altig          |
| 1971 | Miguel María Lasa       | José Antonio Gonzales Linares | José Gomez Lucas    |
| 1972 | Andrés Oliva            | Antonio Martos                | Juan Manuel Valls   |
| 1973 | Miguel María Lasa       | Antoon Houbrechts             | José Pesarodona     |
| 1974 | Antonio Martos          | Miguel María Lasa             | Javier Elloriaga    |
| 1978 | Michel Pollentier       | Freddy Maertens               | André Gevers        |
| 1980 | Roger De Vlaeminck      | Salvador Jarque               | Alfons De Wolf      |

## Herrar – från 1992

### Podieplaceringar totalt 1992–2009
| År   | Vinnare               | Tvåa                   | Trea                 |
| ---- | --------------------- | ---------------------- | -------------------- |
| 1992 | Javier Murguialday    | Federico García        | Fabrice Philipot     |
| 1993 | Laurent Jalabert      | Neil Stephens          | Federico Echave      |
| 1994 | David García Marquina | Joan Llaneras          | Ángel Casero         |
| 1995 | Alex Zülle            | Adriano Baffi          | Ángel Edo            |
| 1996 | Francisco Cabello     | Ignacio García Camacho | Íñigo Cuesta         |
| 1997 | Laurent Jalabert      | Francisco Benítez      | Unai Osa             |
| 1998 | Léon van Bon          | Tom Steels             | Wilfried Peeters     |
| 1999 | José Luis Rebollo     | Francisco Cabello      | Claus Michael Møller |
| 2000 | Francisco Cabello     | Pedro Horrillo         | Erik Zabel           |
| 2001 | Mathew Hayman         | Francisco Cabello      | Félix García Casas   |
| 2002 | Francisco Cabello     | José Iván Gutiérrez    | José Luis Rebollo    |
| 2003 | Alejandro Valverde    | Joaquim Rodríguez      | Francisco Cabello    |
| 2004 | Antonio Colom         | Carlos Alberto García  | David Blanco         |
| 2005 | Alejandro Valverde    | David Munoz            | Aitor Pérez Arrieta  |
| 2006 | David Bernabéu        | Antonio Colom          | Julián Sánchez       |
| 2007 | Luis León Sánchez     | Vladimir Gusev         | Ezequiel Mosquera    |
| 2008 | Philippe Gilbert      | Aitor Pérez Arrieta    | Haimar Zubeldia      |
| 2009 | Antonio Colom         | Jérôme Pineau          | Edvald Boasson Hagen |

### Vinnare av de enskilda loppen
Loppen listade i kronologisk ordning.
| År   | Trofeo Palma de Mallorca                    | Trofeo Alcúdia                           | Trofeo Calvià                         | Trofeo Manacor                                  | Trofeo Sóller                   |
| ---- | ------------------------------------------- | ---------------------------------------- | ------------------------------------- | ----------------------------------------------- | ------------------------------- |
| 1992 | Kenneth Weltz                               | Alfonso Gutiérrez                        | Neil Stephens                         | Alfonso Gutiérrez                               | Juan Carlos González            |
| 1993 | Assiat Saitov                               | Alfonso Gutiérrez                        | Federico Echave                       | Laurent Jalabert                                | Laurent Jalabert                |
| 1994 | Joan Llaneras                               | Asier Guenetxea                          | Alfonso Gutiérrez                     | José Ramón Uriarte                              | Ángel Edo                       |
| 1995 | Adriano Baffi                               | Jeroen Blijlevens                        | Beat Zberg                            | Samuele Schiavina                               | Laurent Jalabert                |
| 1996 | Jeroen Blijlevens                           | Goder De Leeuw                           | Francisco Cabello                     | Federico Colonna                                | Francisco Cabello               |
| 1997 | Erik Zabel                                  | Peter Van Petegem                        | Tom Steels                            | Hendrik Van Dijck                               | Laurent Jalabert                |
| 1998 | Erik Zabel                                  | Jeremy Hunt                              | Tom Steels                            | Elio Aggiano                                    | Tom Steels                      |
| 1999 | Jeroen Blijlevens                           | Claus Michael Møller                     | Francisco Cabello                     | Mario Cipollini                                 | Mario Cipollini                 |
| 2000 | Óscar Freire                                | Robbie McEwen                            | Elio Aggiano                          | Paolo Bettini                                   | Francisco Cabello               |
| 2001 | Erik Zabel                                  | Michael Boogerd                          | Robbie McEwen                         | Erik Zabel                                      | Mathew Hayman                   |
| 2002 | Isaac Gálvez                                | Igor Flores                              | Erik Dekker                           | Óscar Freire                                    | Óscar Freire                    |
| 2003 | Isaac Gálvez                                | Allan Davis                              | Remmert Wielinga                      | Isaac Gálvez                                    | Alexandre Usov                  |
| 2004 | Allan Davis                                 | Óscar Freire                             | Unai Etxebarria                       | Allan Davis                                     | Alejandro Valverde              |
| 2005 | Óscar Freire                                | Óscar Freire                             | Antonio Colom                         | Alejandro Valverde                              | Alejandro Valverde              |
|      | Trofeo Palma de Mallorca                    | Trofeo Cala Millor                       | Trofeo Calvià                         | Trofeo Pollença                                 | Trofeo Sóller                   |
| 2006 | Isaac Gálvez                                | Isaac Gálvez                             | David Kopp                            | David Bernabeu                                  | Paolo Bettini                   |
| 2007 | Óscar Freire                                | Vicente Reynès                           | Unai Etxebarria                       | Thomas Dekker                                   | Antonio Colom                   |
| 2008 | Philippe Gilbert                            | Graeme Brown                             | Gert Steegmans                        | José Joaquín Rojas                              | Philippe Gilbert                |
|      | Trofeo Palma de Mallorca                    | Trofeo Cala Millor                       | Trofeo Calvià                         | Trofeo Pollença                                 | Trofeo Inca                     |
| 2009 | Gert Steegmans                              | Robbie McEwen                            | Gerald Ciolek                         | Daniele Bennati                                 | Antonio Colom                   |
|      | Trofeo Palma de Mallorca                    | Trofeo Cala Millor                       | Trofeo Deià                           | Trofeo Magaluf-Palmanova                        | Trofeo Inca                     |
| 2010 | Robbie McEwen                               | Óscar Freire                             | Rui Costa                             | André Greipel                                   | Linus Gerdemann                 |
| 2011 | ingen vinnare                               | Tyler Farrar                             | José Joaquín Rojas                    | Murilo Fischer                                  | Ben Hermans                     |
|      | Trofeo Palma de Mallorca                    | Trofeo Migjorn                           | Trofeo Deià                           | Trofeo Serra de Tramuntana                      | endast fyra lopp under dessa år |
| 2012 | Andrew Fenn                                 | Andrew Fenn                              | Lars Petter Nordhaug                  | inställt på grund av snö                        | endast fyra lopp under dessa år |
|      | Trofeo Palma de Mallorca                    | Trofeo Campos                            | Trofeo Platja de Muro                 | Trofeo Serra de Tramuntana                      | endast fyra lopp under dessa år |
| 2013 | Kenny Dehaes                                | Leigh Howard                             | Leigh Howard                          | Alejandro Valverde                              | endast fyra lopp under dessa år |
|      | Trofeo Palma                                | Trofeo Ses Salines                       | Trofeo Muro-Port d'Alcúdia            | Trofeo Serra de Tramuntana                      | endast fyra lopp under dessa år |
| 2014 | Sacha Modolo                                | Sacha Modolo                             | Gianni Meersman                       | Michał Kwiatkowski                              | endast fyra lopp under dessa år |
|      | Trofeo Santanyi-Ses Salines-Campos          | Trofeo Andratx – Mirador d'Es Colomer    | Trofeo Serra de Tramuntana            | Trofeo Playa de Palma                           | endast fyra lopp under dessa år |
| 2015 | Matteo Pelucchi                             | Steve Cummings                           | Alejandro Valverde                    | Matteo Pelucchi                                 | endast fyra lopp under dessa år |
|      | Trofeo Felanitx-Ses Salines-Campos-Porreres | Trofeo Pollenca-Port de Andratx          | Trofeo Serra de Tramuntana            | Trofeo Playa de Palma                           | endast fyra lopp under dessa år |
| 2016 | André Greipel                               | Gianluca Brambilla                       | Fabian Cancellara                     | André Greipel                                   | endast fyra lopp under dessa år |
|      | Trofeo Porreres-Felanitx-Ses Salines-Campos | Trofeo Andratx – Mirador d'Es Colomer    | Trofeo Serra de Tramuntana            | Trofeo Playa de Palma                           | endast fyra lopp under dessa år |
| 2017 | André Greipel                               | Tim Wellens                              | Tim Wellens                           | Daniel McLay                                    | endast fyra lopp under dessa år |
|      | Trofeo Porreres-Felanitx-Ses Salines-Campos | Trofeo Andratx – Mirador d'Es Colomer    | Trofeo Serra de Tramuntana            | Trofeo Playa de Palma                           | endast fyra lopp under dessa år |
| 2018 | John Degenkolb                              | Toms Skujiņš                             | Tim Wellens                           | John Degenkolb                                  | endast fyra lopp under dessa år |
|      | Trofeo Ses Salines-Campos-Porreres-Felanitx | Trofeo Andratx Lloseta                   | Trofeo de Tramuntana Soller-Deia      | Trofeo Palma                                    | endast fyra lopp under dessa år |
| 2019 | Jesús Herrada                               | Emanuel Buchmann                         | Tim Wellens                           | Marcel Kittel                                   | endast fyra lopp under dessa år |
|      | Trofeo Felanitx-Ses Salines-Campos-Porreres | Trofeo Serra de Tramuntana               | Trofeo Pollença – Port d'Andratx      | Trofeo de Playa de Palma – Palma                | endast fyra lopp under dessa år |
| 2020 | Matteo Moschetti                            | Emanuel Buchmann                         | Marc Soler                            | Matteo Moschetti                                | endast fyra lopp under dessa år |
|      | Trofeo Calvià                               | Trofeo Serra de Tramuntana               | Trofeo Andratx – Mirador d'Es Colomer | Trofeo Alcúdia – Port d'Alcúdia                 | endast fyra lopp under dessa år |
| 2021 | Ryan Gibbons                                | Jesús Herrada                            | Winner Anacona                        | André Greipel                                   | endast fyra lopp under dessa år |
|      | Trofeo Calvià                               | Trofeo Alcúdia – Port d'Alcúdia          | Trofeo Serra de Tramuntana            | Trofeo Pollença – Port d'Andratx                | Trofeo Playa de Palma           |
| 2022 | Brandon McNulty                             | Biniam Girmay                            | Tim Wellens                           | Alejandro Valverde                              | Arnaud De Lie                   |
|      | Trofeo Calvià                               | Trofeo Ses Salines - Alcúdia             | Trofeo Andratx – Mirador d'Es Colomer | Trofeo Serra de Tramuntana                      | Trofeo Palma                    |
| 2023 | Rui Costa                                   | Marijn van den Berg                      | Kobe Goossens                         | Kobe Goossens                                   | Ethan Vernon                    |
|      | Trofeo Calvià                               | Trofeo Ses Salines-Felanitx              | Trofeo Serra Tramuntana               | Trofeo Pollença - Port d'Andratx                | Trofeo Palma                    |
| 2024 | Simon Carr                                  | Paul Magnier                             | Lennert Van Eetvelt                   | Pelayo Sánchez                                  | Gerben Thijssen                 |
|      | Trofeo Calvià                               | Trofeo Ses Salines-Colonia de Sant Jordi | Trofeo Serra Tramuntana               | Trofeo Pollença - Andratx - Mirador del Colomer | Trofeo Palma                    |
| 2025 | Jan Christen                                | Marijn van den Berg                      | Florian Stork                         | avbrutet på grund av oväder                     | Iúri Leitão                     |

## Damer

### Vuelta Internacional de Mallorca
| År   | Vinnare             | Tvåa                 | Trea                        |
| ---- | ------------------- | -------------------- | --------------------------- |
| 1991 | Josune Gorostidi    | Linda Gornall        | Catherine Riley             |
| 1992 | Monique Knol        | Ina-Yoko Teutenberg  | Maria Teodora Ruano Sanchon |
| 1993 | Marie Purvis        | Alena Barillova      | Caroline Alexander          |
| 1994 | Marija Tsal         | Natalja Karimova     | Alessandra Cappelotto       |
| 1995 | Svetlana Bubnenkova | Aleksandra Koliaseva | Hanka Kupfernagel           |
| 1996 | Vera Hohlfeld       | Natalja Bubensjikova | Yvonne Brunen               |
| 1997 | Hanka Kupfernagel   | Jeannie Longo        | Yvonne McGregor             |
| 1998 | Hanka Kupfernagel   | Mari Holden          | Valentina Gerasimova        |
| 1999 | Hanka Kupfernagel   | Svetlana Bubnenkova  | Margarita Fullana Riera     |
| 2000 | Heidi Van De Vuver  | Daniela Veronesi     | Susanne Ljungskog           |
| 2001 | Trixi Worrack       | Edita Pučinskaitė    | Heidi Van De Vuver          |

### Challenge Ciclista Mallorca Femenina

#### Trofeo Felanitx–Colònia Sant Jordi
| År   | Vinnare        | Tvåa            | Trea                |
| ---- | -------------- | --------------- | ------------------- |
| 2024 | Noemi Rüegg    | Arlenis Sierra  | Chiara Consonni     |
| 2025 | Lotta Henttala | Chiara Consonni | Maggie Coles-Lyster |

#### Trofeo Palma
| År   | Vinnare              | Tvåa                      | Trea                      |
| ---- | -------------------- | ------------------------- | ------------------------- |
| 2024 | Magdeleine Vallieres | Ashleigh Moolman-Pasio    | Margarita Victoria García |
| 2025 | Marlen Reusser       | Margarita Victoria García | Silvia Persico            |

#### Trofeo Binissalem-Andratx
| År   | Vinnare             | Tvåa           | Trea             |
| ---- | ------------------- | -------------- | ---------------- |
| 2024 | Eleonora Gasparrini | Noemi Rüegg    | Nadia Quagliotto |
| 2025 | Thalita de Jong     | Silvia Persico | Cédrine Kerbaol  |